# Academia Boliviana de la Lengua
La Academia Boliviana de la Lengua reúne un grupo de académicos y expertos en el uso del idioma castellano en el Estado Plurinacional de Bolivia. Integra la Asociación de Academias de la Lengua Española.
Fue establecida en la ciudad de La Paz, Bolivia, el 25 de agosto de 1927 por un grupo de filólogos y escritores:
Víctor Muñoz Reyes (entonces Ministro), Francisco Iraizós y Rosendo Villalobos (nombrado primer director); miembros iniciales fueron Hernando Siles (entonces Presidente de la República), Félix del Granado (padre del poeta laureado y futuro académico de número, Javier del Granado), Ricardo Mujía y Florián Zambrana.

## Miembros
Año, nombre y título del discurso de ingreso
- (1955) Porfirio Díaz Machicao, “La España que no conozco”
- (1955) Enrique Kempff Mercado

## Directores y Presidentes
- (1957-1975) Porfirio Díaz Machicao

## Lista de académicos de número actuales por orden alfabético
- Arduz Ruiz, Marcelo
- Arze Arze, José Roberto
- Ávila Echazú, Edgar
- Bailey Gutiérrez, Alberto
- Baptista Gumucio, Mariano
- Beltrán Salmón, Luis Ramiro
- Canedo de Camacho, Georgette
- Carrasco de la Vega, Rubén
- Castañón Barrientos, Carlos
- Chávez Taborga, César
- Coello Vila, Carlos
- Condarco Morales, Ramiro
- Crespo Rodas, Alberto
- Dávalos Arze, Gladys
- De la Vega Rodríguez, Julio
- del Granado Anaya, Félix Alfonso
- del Granado y Rivero, Juan Javier
- Frías Infante, Mario
- Gamarra Durana, Alfonso
- Kempff Mercado, Enrique
- Kempff Suárez, Manfredo
- Lijerón Casanovas, Arnaldo
- Mansilla, Hugo Celso Felipe
- Mariaca Valdés, Armando
- Martínez Salguero, Jaime
- Mitre, Eduardo
- Navia Romero, Wálter
- Órdenes Lavadenz, Jorge
- Ríos Quiroga, Luis
- Rivadeneira Prada, Raúl
- Rivera Rodas, Oscar
- Rivero Mercado, Pedro
- Siles Salinas, Jorge
- Soriano Badani, Armando
- Taboada Terán, Néstor
- Torres Sejas, Ángel
- Vaca Toledo, Fernando
- Vallejo Canedo, Gaby
- Zubieta Castillo, Gustavo